# パリの旅愁
『パリの旅愁』（パリのりょしゅう、原題：Paris Blues）は、1961年のアメリカ合衆国のミュージカル映画。監督はマーティン・リットで、出演はポール・ニューマンやジョアン・ウッドワード、シドニー・ポワチエ、ルイ・アームストロングなど。ハロルド・フレンダーによる小説「パリ・ブルース」を原作としている。
当時のパリで人気を得たジャズを扱った作品で、デューク・エリントンの書き下ろした音楽が全編に使用された。

## キャスト
※日本語吹替：テレビ版・放送日1975年1月10日 東京12ch 他
- ラム・ボウウェン：ポール・ニューマン（吹替：広川太一郎）
- リリアン・コーニング：ジョアン・ウッドワード（吹替：池田昌子）
- エディ・クック：シドニー・ポワチエ（吹替：田中信夫）
- ワイルドマン・ムーア：ルイ・アームストロング
- コニー・ランプソン：ダイアン・キャロル
- マリー・ソウル：バルバラ・ラージ
- ルネ・バーナード：アンドレ・リュゲ
- ニコール：マリー・ヴェルシニ
- ドラマー：ムスターシュ
- ピアニスト：アーロン・ブリジャース
- ベーシスト：ギ・ペデルセン
- ミシェル：セルジュ・レジアニ

## スタッフ
- 監督：マーティン・リット
- 製作：サム・シャウ
- 原作：ハロルド・フレンダー、ルーラ・アドラー
- 脚本：ウォルター・バーンスタイン、ジャック・シャー、アイリーン・キャンプ、ルーラ・アドラー
- 撮影：クリスチャン・マトラ
- 音楽：デューク・エリントン

## サウンドトラック
デューク・エリントンとビリー・ストレイホーンによるサウンドトラックが、公開年にユナイテッド・アーティスツ・レコードで録音およびリリースされ、1996年にはライコディスクから再リリースされた。
2つの楽曲にの演奏には、映画に出演したルイ・アームストロングがゲストで参加。演奏はエリントンの楽団が行った。

### 収録曲
- 一部を除き、すべてデューク・エリントンによる作曲

1. "Take the "A" Train／A列車で行こう" (作曲:ビリー・ストレイホーン) - 2:14
2. "You Know Something?" (台詞は映画より) - 0:24
3. "Battle Royal" - 4:31
4. "Bird Jungle" - 1:59
5. "What's Paris Blues?" (台詞は映画より) - 0:45
6. "Mood Indigo" (作曲:デューク・エリントン／バーニー・ビガード、作詞:アーヴィン・ミルズ) - 3:15
7. "Autumnal Suite" - 3:14
8. "Nite" - 3:32
9. "Wild Man Moore" - 1:49
10. "Paris Stairs" - 3:05
11. "I Wasn't Shopping" (台詞は映画より) - 0:21
12. "Guitar Amour" - 2:02
13. "A Return Reservation" (台詞は映画より) - 0:33
14. "Paris Blues" - 5:53

### 演奏者
- デューク・エリントン - ピアノ
- ルイ・アームストロング - トランペット（トラック3＆9のみ）
- キャット・アンダーソン、ウィリー・クック、エド・ミューレンス、レイ・ナンス、クラーク・テリー - トランペット
- ルー・ブラックバーン、ローレンス・ブラウン、マレー・マッキーチャン、ブリット・ウッドマン - トロンボーン
- ファン・ティゾール - バルブトロンボーン
- アーサー・クラーク、ジミー・ハミルトン - クラリネット、テナーサックス
- ジョニー・ホッジス、オリヴァー・ネルソン - アルトサックス
- ラッセル・プロコープ - アルトサックス、クラリネット
- ポール・ゴンザルヴェス - テナーサックス
- ハリー・カーネイ - バリトンサックス、クラリネット、バスクラリネット
- ハリー・スマイルズ - オーボエ
- レス・スパン - ギター、フルート
- ジミー・グーリー - ギター
- アーロン・ベル - ベース
- ソニー・グリア、デイヴ・ジャクソン、ジミー・ジョンソン、フィリー・ジョー・ジョーンズ、マックス・ローチ - ドラム